# Cynoglossus joyneri
Cynoglossus joyneri és un peix teleosti de la família dels cinoglòssids i de l'ordre dels pleuronectiformes que es troba des de les costes de Corea i del sud del Japó fins a les de la Mar de la Xina Meridional.